# Chesham
Chesham – miasto i civil parish w Wielkiej Brytanii, w Anglii, w regionie South East England, w hrabstwie Buckinghamshire, w dystrykcie (unitary authority) Buckinghamshire. Leży 18,8 km od miasta Aylesbury, 41,7 km od miasta Buckingham i 42 km od Londynu. W 2001 roku miasto liczyło 20 357 mieszkańców. W 2011 roku civil parish liczyła 21 483 mieszkańców. Najwcześniejsze informacje o Chesham jako osadzie pochodzą z drugiej połowy X-go wieku, choć są pewne dowody osadnictwa ludzkiego w tej okolicy z ok. 8000 r. p.n.e. Chesham jest wspomniana w Domesday Book (1086) jako Cestreham.
W tym mieście ma swą siedzibę klub piłkarski – Chesham United F.C.

## Miasta partnerskie
- Archena
- Houilles
- Friedrichsdorf